# تری اتیل کولین
تری اتیل کولین (انگلیسی: Triethylcholine) دارویی است که مقلد کولین بوده و از راه اختلال در مسیر سنتز استیل کولین در پایانه‌های عصبی، انتقال پیام کولینرژیک را مهار می‌کند.